# Онидзука, Эллисон
Эллисон Сёдзи Онидзука (англ. Ellison Shoji Onizuka, яп. 鬼塚 承次 Онидзука Сё:дзи; 24 июня 1946 — 28 января 1986) — американский астронавт гавайско-японского происхождения, член экипажа взорвавшегося при старте шаттла «Челленджер».

## Биография
Родился в посёлке Кеалакекуа на острове Гавайи. Окончил местную школу в 1964 году.
В июне 1969 года получил степень бакалавра по аэронавтике и астронавтике в университете Колорадо, а в декабре того же года — степень магистра по той же специальности.
В 1970 году начал службу в ВВС в качестве бортинженера, впоследствии лётчика-испытателя. Проходил службу на авиабазе МакКлеллан в округе Сакраменто.
С августа 1974-го по июль 1975 — обучение в Школе лётчиков-испытателей. После окончания школы получил назначение в Центр лётных испытаний авиабазы Эдвардс.
В 1978 году в составе 8-го набора попал в отряд астронавтов НАСА.
Первый полёт в космос совершил в составе экспедиции STS-51C на космическом челноке «Дискавери» в январе 1985 года.
Был назначен в экипаж миссии STS-51L на «Челленджере». Космический корабль потерпел катастрофу при запуске 28 января 1986 года. Онидзука погиб вместе со всеми остальными членами экипажа.
Похоронен на Национальном тихоокеанском мемориальном кладбище в Гонолулу. Посмертно присвоено звание полковника.

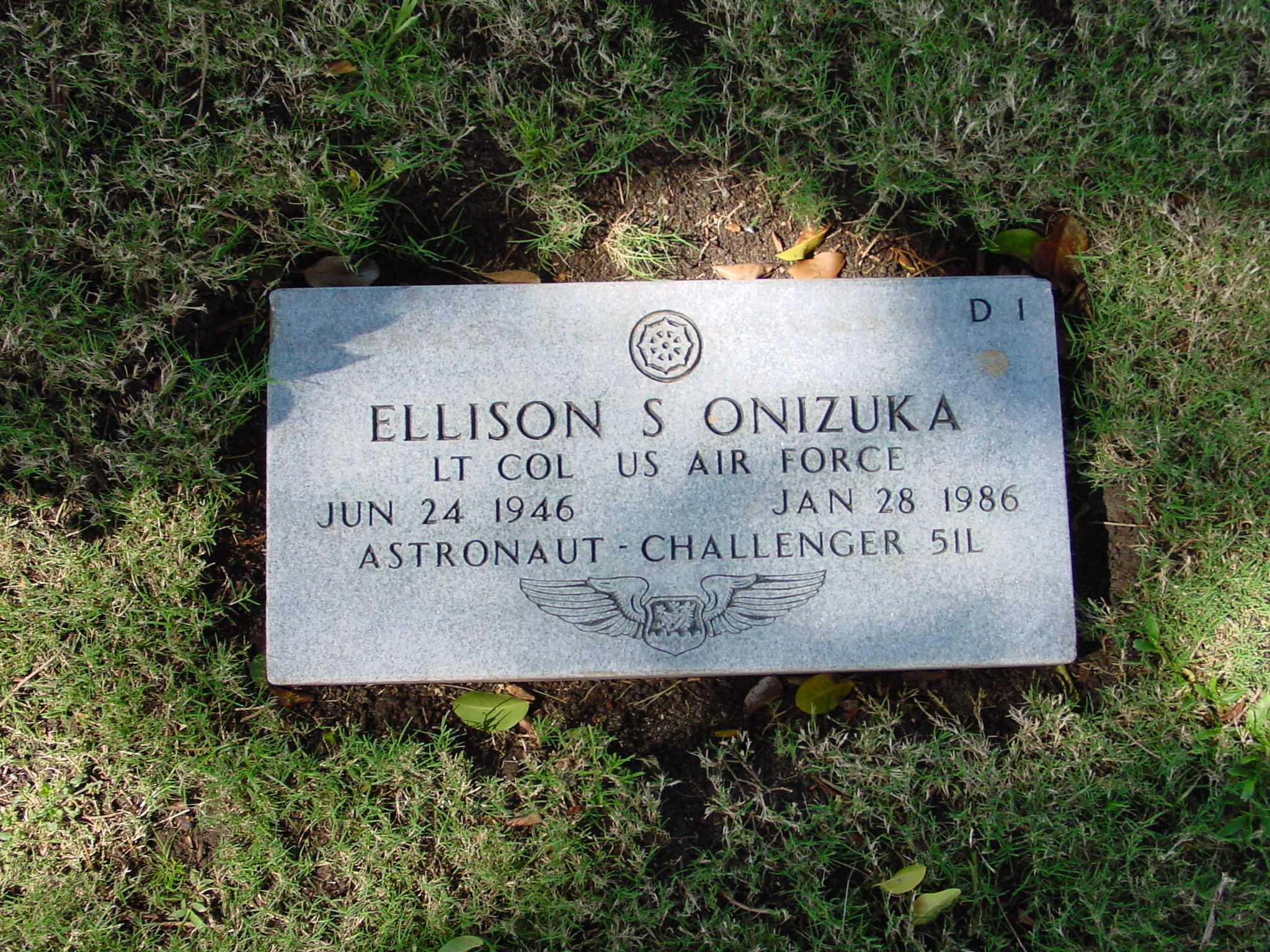
Могила Э. Онидзуки в Гонолулу

## Память
В 1988 году Международный астрономический союз присвоил имя Эллисона Онидзуки кратеру на обратной стороне Луны.
В честь него назван международный аэропорт Кона на острове Гавайи, там же создан его мемориальный музей.
- Международный астрономический центр имени Онидзуки